# Mudi Cuo
Mudi Cuo (kinesiska: 木地错) är en sjö i Kina. Den ligger i den autonoma regionen Tibet, i den sydvästra delen av landet, omkring 320 kilometer nordväst om regionhuvudstaden Lhasa. Trakten runt Mudi Cuo består i huvudsak av gräsmarker.
Genomsnittlig årsnederbörd är 336 millimeter. Den regnigaste månaden är juli, med i genomsnitt 82 mm nederbörd, och den torraste är januari, med 4 mm nederbörd.